# Calixto García

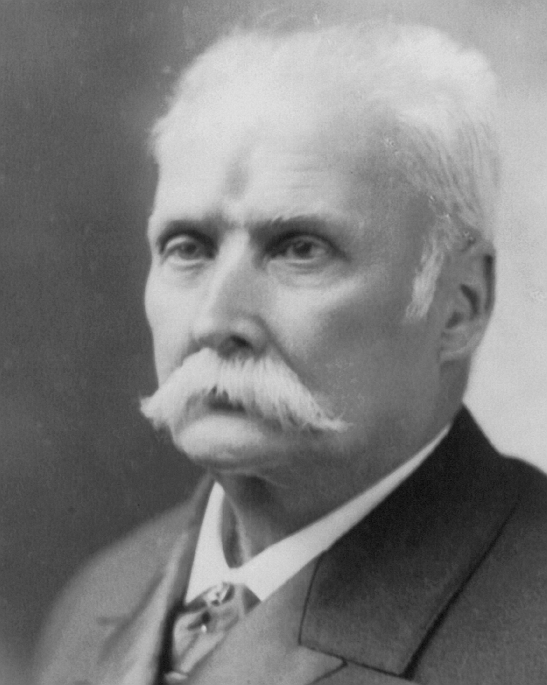
Calixto García Íñiguez

Calixto García e Iñiguez (ur. 4 sierpnia 1839, zm. 11 grudnia 1898) – kubański generał.
Należał do organizatorów i przywódców antyhiszpańskich powstań trwających w latach 1863-1898 na Kubie. W 1868 objął dowództwo operacji wojennych w prowincji Oriente. W 1874 został wzięty do niewoli i zesłany do Hiszpanii. Po uwolnieniu przywódca powstania na Kubie w 1898 w trakcie walk niepodległościowych. Odniósł wiele zwycięstw.